# Saint-Denoual
Saint-Denoual é uma comuna francesa na região administrativa da Bretanha, no departamento Côtes-d'Armor. Estende-se por uma área de 8,62 km². Em 2010 a comuna tinha 487 habitantes (densidade: 56,5 hab./km²).